# Drum
Drum és una marca neerlandesa de tabac d'embolicar fundada el 1952. Va ser produït i distribuït originàriament per l'empresa Douwe Egberts que al seu torn va ser adquirida per Sara Lee Corporation que, més endavant, va vendre Drum a Imperial Brands, l'actual productor anglès.
Drum també es produeix fora dels Països Baixos a diverses fàbriques del grup Imperial Tobacco.